# Манастир Свети Никита
Манастир Свети Никита је српски средњовековни православни манастир који се налази на падинама Скопске Црне Горе, петнаестак километара северозападно од Скопља, између села Бањани, Чучер и Горњани. Манастир је посвећен Светом великомученику Никити, и задужбина је српског краља Милутина.

## Положај
На западним падинама Скопске Црне Горе, скоро подједнако је удаљен од села Бањани, Чучер и Горњани, што је имало као последицу да је његов положај различито одређиван у научној литератури. Чувени енглески археолог, Артур Еванс, захваљујући коме је Свети Никита први пут поменут у стручној литератури, доводи манастир у везу са Бањанима. Светозар Томић и Атанасије Петровић, двојица српских научника који су приликом својих етнографских истраживања посетили Светог Никиту на самом почетку 20. века, повезали су га у својим списима са Горњанима, јер се манастир налази у атару тог села. Угледни француски византолог, Габријел Мије, га је први довео у везу са Чучером, где га у својим студијама наводи искључиво као „Чучер”, без помињања патрона манастира, а касније су тако поступили и многи други истраживачи, па је назив тог села постао синоним за манастир у научној литератури. Међутим, средњовековни извори најчешће при одређивању положаја манастира и цркве Светог Никите помињу Скопље. Тако, на пример, хрисовуља византијског цара Михаила IX Палеолога којом су на тражење краља Милутина потврђени нови и стари поседи Светог Никите говори о „манастиру Светог великомученика Никите близу Скопља”. Слично Светог Никиту помињу и једна од сачуваних верзија Милутинове сводне (опште) повеље Хиландару, стари српски превод једне хрисовуље византијског цара Андроника II и Милутинова повеља за хиландарски пирг у Хрусији, са потврдом архиепископа Саве III. Најзад, оригинални акт Андроника II, издат хрусијском пиргу децембра 1324, на молбу краља Стефана Дечанског, помиње Светог Никиту само уопштено у област Скопља, а исто на сличан начин чини и српски архиепископ Данило II у житију краља Милутина.

## Историја
О најстаријем периоду у историји манастира Светог Никите сачувано је веома мало података. Највише о првим вековима постојања манастира се може сазнати на основу повеља које су Светом Никити, Хиландару и његовом морском пиргу у Хрусији различитим поводима издали краљ Милутин и византијски цареви Андроник II и Михаило IX.

### Настанак
Да је манастир постојао пре српског освајања Скопља 1282. године, и да га је краљ Милутин обновио, јасно указује један пасус из изгубљене краљеве повеље о прилагању Светог Никите Хрусијском пиргу, чији су делови интерполирани у фалсификовану верзију хиландарске сводне повеље. До закључка о ранијем настанку манастира долази се и на основу хрисовуље Михаила IX Палеолога, где је наведено да је манастир Светог Никите поседовао добра до којих је дошао даровима „пријатеља царства ми” и „предака” краља Милутина, због чега му припадају различите исправе. Пошто се о Милутиновим прецима говори у множини проистиче да су бар двојица краљевих претходника на српском престолу били приложници Светог Никите, имајући у виду да су Скопље пре Милутина држали Стефан Немања и Урош I, а можда је контролу над њим једно време имао и Стефан Првовенчани.
Скопље је први пут дошло у српске руке за време Немањиних похода против Византије, предузетих осамдесетих година 12. века, почев од 1183. године. О томе сведочи Стефан Првовенчани у Житију светог Симеона, наводећи да је после напада на Средец, освојио Перник, Стоби, Земен, Велбужд, Житомиск, Скопље, Лешак, Градц, Призрен, Ниш, Сврљиг, Равни и Кожељ, „приложивши земље њихове богаству свог отачаства”. Немања је држао Скопље закључно са српско-византијским сукобом на реци Морави, до којег је дошло у касну јесен 1190, 1191. или 1192.године. У пролеће 1193. године у Скопљу је функционисала обновљена византијска власт. За време његове владавине градом, сазидао је своју задужбину, цркву посвећену светом арханђелу Михаилу, која је по свему судећи већ била завршена у време када је зидана Богородична црква у Студеници. Стефан Првовенчани је могао имати власт над Скопљем једино током 1208. године, када је преузео неке заједничке војне акције заједно са великашем Стрезом, који се после убиства цара Калојана склонио на српски двор. Тада су заузети поједини делови Северне Македоније, након чега се Стрез учврстио на подручју средњег тока Вардара, са седиштем у Просеку. Међутим, он је врло кратко признавао врховну власт српског великог жупана и одметнуо се од њега 1209. године. Као самостални обласни господар, у својим рукама је држао пространу територију, чије су границе, највероватније, обухватале и Скопље. Краљ Урош I владао је Скопљем сасвим кратко. Освојио га је вероватно 1257. године, а изгледа да је већ у пролеће 1259. године град био у рукама Никејског царства.
Према подацима из повеља Михаила IX и краља Милутина долази се до закључка да је манастир основао неки српски владар који је држао Скопље. То би највероватније био Стефан Немања. Међутим, не треба искључити ни могућност да су преци краља Милутина били само приложници или обновитељи манастира на Скопској Црној Гори. У том случају оснивач манастира најпре би био неко од византијских владара или великодостојника 11. или 12. века.

### Обнова
Изузимајући податак да су неки од Милутинових предака даривали Светог Никиту, скоро ништа није познато о судбини манастира у 13. веку. Може се, ипак, закључити да је негде током тог века, када је скопска област често мењала господара, и он доживео неку озбиљну невољу. Из сведочења краља Милутина Свети Никита је, после српског освајања Скопља и околних крајева, нађен у стању које је захтевало обнову. Архитекти српског краља су се одлучили да цркву Светог Никите саграде из основа. Градитељски радови започети су тек после венчања краља Милутина и византијске принцезе Симониде, обављеног крајем априла 1299. године. То проистиче из навода изгубљене краљеве повеље о претварању Светог Никите у метох Хрусијског пирга, интерполираних у прерађену верзију „сводне” хиландарске повеље. Ту се о обнови манастира говори тек пошто је поменуто успостављање родбинских веза између српског и византијског владара. Хронологија почетка радова на обнови Светог Никите може се прецизније утврдити на основу онога што се зна о оснивачкој повељи краља Милутина за тај манастир. Изгубљени акт, којим је обезбеђено издржавање манастирског братства, верификовали су, на Милутинову молбу, византијски владари Андроник II и Михаило IX двема аналогним хрисовуљама. Претпоставља се да је обнова манастира Светог Никите отпочела ускоро након априла 1299, а највероватније пре краја августа 1300. године. Потрајавши неколико година, она је својим највећим делом, који је укључивао и градњу новог католикона, била завршена пре маја 1308, тј. пре него што је манастир постао метох хиландарског пирга Хрусије. Такав закључак проистиче из текста изгубљене Милутинове повеље о прилагању Светог Никите Хрусији, где се наводи да је краљ најпре „направио манастир”, а затим га доделио пиргу.

### Властелинство
Обнављајући манастир Светог Никите, краљ Милутин му је дао бројне поседе, углавном у околини Скопља. Сви они су били пописани у изгубљеној краљевој повељи манастиру, а затим и у хрисовуљама византијских царева Андроника II и Михаила IX, издатим на Милутинову молбу. Међу метосима су на првом месту два „манастирића”. Један је био посвећен Богородици и звао се „Борошицин”, вероватно по имену ктиторке. Поклоњен је Светом Никити са људима, виноградима и њивама. Други је био посвећен светом Јовану Претечи, а подигао га је краљ Милутин. Оба „манастирића” су се, највероватније, налазили у близини Светог Никите, али се њихов положај не може сасвим прецизно утврдити. У повељама византијских владара након поменутих „манастирића”, међу метосима Светог Никите наводи се неколико поседа који су изгледа били у вези са пронијама.
Поменуто је најпре оближње „пронијарско село” Бањани, са свим што му припада. Затим је наведена земља звана Пребужда, која је почињала од Бањанског пута, протежући се ка скопској тврђави Честом Мраморју, све до обале реке Лепенца, Голишевог извора и места звано Железно, са воћњацима, млиништима и осталим правима, „што је раније држао неки Жегр Радомир са својом рођеном браћом”. Следи помен два поседа у Пологу, где је манастир добио село Нерашту и место Радејево, са виноградима, млиништима и кућом, „које је држао неки Вратислав”. Даље се наводе поседи мањег значаја у подножју Скопске Црне Горе и околини Скопља. То су: црква Светог Николе у области Љубена, са виноградима, млиништима и осталом имовином, место Добри Дол које се протезало до Радуште, са 50 стрема њива које је купила покојна Боришица, и места Виништа („до Селковог брега”), Доња Чрмница („до кладенца”), Доње Кучково и Апокавково („до Часног крста”). У мочварном подручју уз обалу Вардара, у месту Лисичанима, манастир је добио неколико њива („близу Каломеновог имања”), а припао му је и по један виноград у Побужди и Турешевом долу. Осим што је лично даривао Светог Никиту, Милутин је овом манастиру потврдио поседе које су му раније доделили његови претходници на српском престолу. Били су то: село Лопушани са целокупном имовином, половина села Кучевишта, катун Влаха, село на Морави звано Измира (Смира), „планина на Љуботену са облашћу”, „планина Плас са целом облашћу”, две „планине” зване Соштне, као и порез који се сваке године убирао од три трга у Скопљу, намењен за свеће које се пале на празник светог великомученика Никите.

### Метох Хрусијског пирга
Монаси Светог Никите су врло кратко имали на располагању целокупне приходе са свог властелинства. Ускоро после обнове крањ Милутин је манастир уступио Спасовој цркви , саграђеној у Хрусији на Светој Гори, на хиландарском морском пиргу. Свети Никита је, у тренутку када је постао хиландарски метох, добио од српског краља још неке поседе у својој непосредној околини. Била су то села Блаце и Глуси, при чему је са Глусима додељен војник Георгије Репана. Он је, попут манастирских пронијара, био дужан да у корист Светог Никите врши војну службу, односно да штити његове поседе од евентуалних напада. Свети Никита је додељен хиландарском морском пиргу управо у време када се Хиландар налазио у изузетно тешкој ситуацији због напада Каталанаца. Житије архиепископа Данила II сведочи да је већ после прве опсаде Хиландара, пошто су све залихе биле истрошене, сам Данило, у то време хиландарски игуман, са мањим бројем монаха кренуо за Скопље да би се сусрео са краљем Милутином. Стигавши у Скопље, он је предао краљу манастирске драгоцености и ускоро кренуо назад на Свету Гору. Са собом је повео групу наоружаних људи и знатну количину злата, а лако је могуће да је истом приликом Хиландар добио и Светог Никиту са његовим властелинством. У прилог овој претпоставци иде околност да је војник Георгије Репана додељен Светом Никити управо у тренутку када је манастир постао хиландарски метох.

### Друштвени живот
При манастиру је радила српска школа између 1866-1889. године. Школа ће касније обновити просветни рад.
Ту у манастиру је 1906. године основано "Српско пољопривредно друштво" од стране игумана Рувима Окановића. Седиште друштва које се бавило набавком справа и алата као и приплодне стоке и квалитетног семена, било је у самом манастиру. Одмах се уписало 25 чланова, а за председника је изабран оснивач отац Рувим, којем су помагали учитељи Неша Ђорђевић (потпредседник) и Димитрије Поповић (деловођа). Правила тог друштва је убрзо потврдио скопски митрополит.

## Архитектура

### Црква Светог Никите
Црква Светог Никите је веома добро сачувана, упркос томе што је манастир неколико пута био запустео. У оквиру рестаураторских радова 1979. године, враћен је првобитни изглед горњим облицима храма који су током векова били измењени. Краљ Милутин је цркву саградио на месту старије грађевине посвећене истом светитељу. Храм је и по плану и по обради зидова типична грађевина византијског стила, чије спољашње димензије су: дужина 11,36 м (са апсидом), ширина 7,72 м и висина 12,78 м. Црква има правоугаону основу типа развијеног уписаног крста. Четири квадратна ступца деле унутрашњи простор цркве на девет травеја. Најпространији је средишњи, поткуполни травеј, који има скоро квадратну форму (304×303 цм). Травеји које формирају краци крста нису једнаке величине. Највећи је западни (261×303 цм), нешто краћи је источни (213×303 цм), а северни (304×143 цм) и јужни (304×139 цм) готово да се подударају. Угаони травеји знатно су скромнијих димензија
Фасаде су озидане наизменичним ређањем опеке и тесаног камена. Камен је највероватније довожен из околине и сасвим је једноставан (једна врста сиге). Бољи материјал је истакнут на спољним површинама док се грубљи налази унутра. Зидање је вршено уз помоћ малтера који је прављен од непросејаног крупнозрнастог песка. За спојнице између опека употребљаван је финији малтер направљен од ситног песка, са доста креча. Унутрашњост цркве била је осветљена бројним прозорима. Највише их је на осмостраном тамбуру куполе, на свакој страни по један. Светлост је продирала у храм и кроз бифоре саграђене у оквиру архиволте средишњег лука јужног и северног зида цркве. Остали прозори су били уски и имали су само један отвор. Купола и кровови били су првобитно прекривени оловом, касније је олово замењено ћерамидом, да би након рестаурације 1979. године цела црква била прекривена оловним покривачем.

### Параклис Светог Јована Претече
До 1928. године уз источни део јужног зида цркве Светог Никите налазио се параклис посвећен Светом Јовану Претечи. О параклису нема историјских података, али се на основу сачуваних фресака може говорити о његовом датовању. Оне су настале крајем 16. века. Параклис је био једнобродна грађевина са основом у виду правоугаоника чија је ширина већа од дужине (3,1×1,9 цм). Унутрашњост су осветљавала два уска прозора, а грађевина је била озидана каменом и опеком. 